# Суперкубок Англії з футболу 1950
Суперкубок Англії з футболу 1950 — 28-й розіграш турніру, який відбувся 20 вересня 1950 року. За рішенням Футбольної асоціації учасниками матчу стали Збірна Англії, яка складалась із гравців-учасників Чемпіонату світу 1950, та збірна Футбольної асоціації Англії, яка складалась із гравців-учасників турне доброї волі до Канади, що тривало одночасно із Мундіалем. 

## Матч

### Деталі
| 20 вересня 1950 |

| Збірна Англії                  | 4–2      | Футбольна асоціація |
| ------------------------------ | -------- | ------------------- |
| Менніон Мортенсен Бейлі Маллен | Протокол | Джонстон Лофтгаус   |

| Стемфорд Бридж, Лондон Глядачів: 38 468 Арбітр: Артур Едвард Елліс |

|  |  |

| В                   |  | Ернест Батлер   | «Портсмут»                |                  |
| З                   |  | Альф Ремзі      | «Тоттенгем Готспур»       |                  |
| З                   |  | Білл Екерслі    | «Блекберн Роверз»         |                  |
| З                   |  | Біллі Райт (к)  | «Вулвергемптон Вондерерз» |                  |
| З                   |  | Лорі Г'юз       | «Ліверпуль»               | Замінений        |
| ПЗ                  |  | Джиммі Дікінсон | «Портсмут»                |                  |
| ПЗ                  |  | Том Фінні       | «Престон Норт-Енд»        |                  |
| ПЗ                  |  | Вілф Менніон    | «Мідлсбро»                |                  |
| Н                   |  | Стен Мортенсен  | «Блекпул»                 |                  |
| Н                   |  | Едді Бейлі      | «Тоттенгем Готспур»       |                  |
| Н                   |  | Джиммі Маллен   | «Вулвергемптон Вондерерз» |                  |
| Заміни:             |  |                 |                           |                  |
| З                   |  | Джим Тейлор     | «Фулгем»                  | Вийшов на заміну |
| Головний тренер:    |  |                 |                           |                  |
| Волтер Вінтерботтом |  |                 |                           |                  |

| В  |  | Стен Генсон    | «Болтон Вондерерз»        |
| З  |  | Берт Моузлі    | «Дербі Каунті»            |
| З  |  | Стенлі Мілберн | «Честерфілд»              |
| З  |  | Гаррі Джонстон | «Блекпул»                 |
| З  |  | Рег Флуїн (к)  | «Портсмут»                |
| ПЗ |  | Тім Вард       | «Дербі Каунті»            |
| ПЗ |  | Стенлі Метьюз  | «Блекпул»                 |
| ПЗ |  | Джекі Сьюелл   | «Ноттс Каунті»            |
| Н  |  | Нет Лофтгаус   | «Болтон Вондерерз»        |
| Н  |  | Джиммі Геган   | «Шеффілд Юнайтед»         |
| Н  |  | Джонні Хенкокс | «Вулвергемптон Вондерерз» |